# فهرست فرودگاه‌های ارمنستان
فهرست فرودگاه‌های ارمنستان

این مقاله شامل فهرست فرودگاه‌های ارمنستان است که بر پایهٔ مکان قرارگیری آن‌ها مرتب شده است.

## فرودگاه‌ها
| شهر              | استان        | ایکائو | یاتا | نام فرودگاه                 | مختصات                                                         |
| ---------------- | ------------ | ------ | ---- | --------------------------- | -------------------------------------------------------------- |
| گوریس            | استان سیونیک |        |      | فرودگاه گوریس               | ۳۹°۲۷′ شمالی ۰۴۶°۲۱′ شرقی / ۳۹٫۴۵۰°شمالی ۴۶٫۳۵۰°شرقی           |
| گیومری           | استان شیراک  | UDSG   | LWN  | فرودگاه شیراک               | ۴۰°۴۵′۰۱″ شمالی ۰۴۳°۵۱′۳۳″ شرقی / ۴۰٫۷۵۰۲۸°شمالی ۴۳٫۸۵۹۱۷°شرقی |
| استپاناوان       | استان لوری   | UDLS   |      | فرودگاه استپاناوان          | ۴۱°۰۲′۵۴″ شمالی ۰۴۴°۲۰′۱۳″ شرقی / ۴۱٫۰۴۸۳۳°شمالی ۴۴٫۳۳۶۹۴°شرقی |
| تاشیر (Kalinino) | استان لوری   |        |      | Kalinino Airport            |                                                                |
| ایروان           | (پایتخت)     | UDYZ   | EVN  | فرودگاه بین‌المللی زوارتنوتس | ۴۰°۰۸′۵۰″ شمالی ۰۴۴°۲۳′۴۵″ شرقی / ۴۰٫۱۴۷۲۲°شمالی ۴۴٫۳۹۵۸۳°شرقی |
| ایروان           | (پایتخت)     | UDYE   |      | فرودگاه اربونی              | ۴۰°۰۷′۱۹″ شمالی ۰۴۴°۲۷′۵۳″ شرقی / ۴۰٫۱۲۱۹۴°شمالی ۴۴٫۴۶۴۷۲°شرقی |
| ایروان           | (پایتخت)     |        |      | Yerevan Yegvard Airport     | ۴۰°۱۷′۳۸″ شمالی ۰۴۴°۳۳′۵۲″ شرقی / ۴۰٫۲۹۳۸۹°شمالی ۴۴٫۵۶۴۴۴°شرقی |